# Ève Bazaiba
Ève Bazaiba Masudi, née le 12 août 1965 à Yabibi-Rive dans l'ex province Orientale, est une femme politique du Congo-Kinshasa.
Le 28 novembre 2011, elle est élue députée du territoire de Basoko (ex-province Orientale). Depuis 2012, elle est présidente de la commission socioculturelle de l'Assemblée nationale. Elle a été une membre influente de l'Union pour la démocratie et le progrès social (UDPS). Durant les élections de 2006, elle est une des porte-paroles de l'Union pour la Nation du candidat Jean-Pierre Bemba. Puis, elle est secrétaire générale du Mouvement de libération du Congo (MLC) depuis décembre 2014. De l'opposition, elle passe au gouvernement en 2021, devenant ministre de l'Environnement avec rang de vice-Première ministre.

## Biographie
Ève Bazaiba, fille d’un soldat et originaire de la province Orientale, est diplômée en latin et philosophie au lycée Bosangani de Kinshasa, graduée en sciences sociales, politiques et administratives de la faculté des Relations internationales de l’université Cardinal Malula (UCM) et licenciée en droit de la faculté de droit public international de l'université protestante au Congo (UPC).

## Carrière politique
En 1988, Ève Bazaiba devient militante de l’UDPS. Elle est arrêtée plusieurs fois sous le régime de Mobutu Sese Seko, emprisonnée quatre jours sous le régime de Laurent-Désiré Kabila et poursuivie en justice par le gouvernement de Joseph Kabila pour avoir dénoncé le pillage minier.
En 2002, elle participe aux pourparlers de Sun City, qui ont mis en place le gouvernement de transition qui a conduit aux élections de 2006 et à la troisième République,.
De 2004 à 2007, elle est secrétaire générale pour l'Afrique au comité international pour l'observation et l'application de la Charte africaine des droits de l'homme et des peuples. L'un de ses objectifs est de faire reconnaître les violences sexuelles sur les femmes lors de conflits armés comme des crimes contre l'humanité.

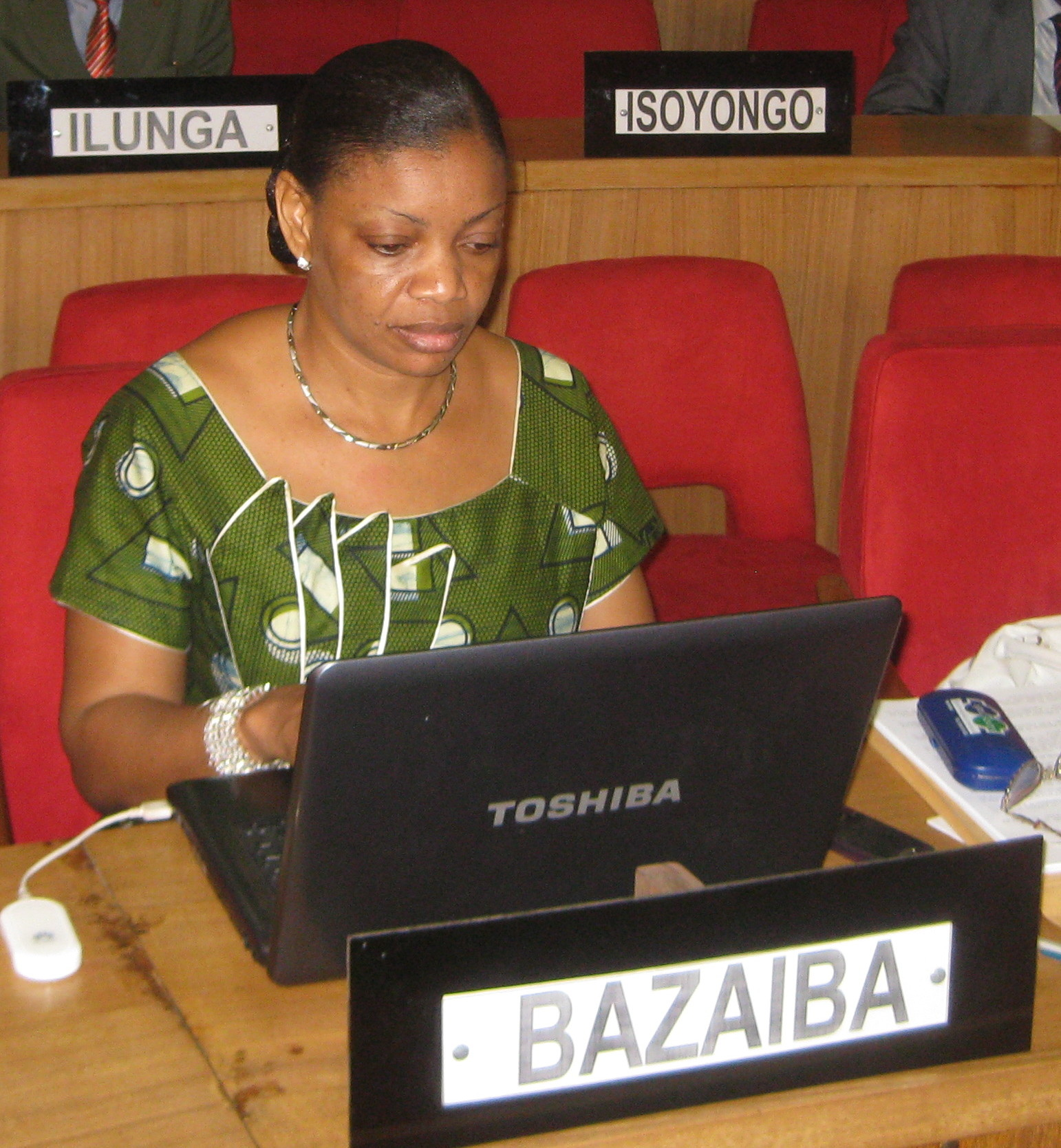
Ève Bazaiba en tant que sénatrice en 2009.

En 2007, elle est élue au Sénat en tant que membre du MLC par l’Assemblée provinciale de Kinshasa. Actuellement, elle est élue députée nationale et dirige l'une des commissions permanentes de cette institution.
Après son mandat, elle devient présidente de la commission socioculturelle à l’Assemblée Nationale.
Elle est également présidente de la Ligue des Femmes Congolaises pour les élections (LIFCE). Progressiste, elle milite pour la présence de plus de femmes dans le gouvernement congolais, et pour un équilibrage des droits entre les hommes et les femmes dans la société congolaise,. En mars 2014, elle passe le premier projet de loi initié par une députée congolaise, loi qui vise à protéger les personnes vivant avec handicap en RDC.
Le 12 avril 2021, Ève Bazaiba Masudi est nommée vice-Première ministre, ministre de l'Environnement et du Développement durable, succédant à Claude Nyamugabo Bazibuhe. Elle a, parmi ses missions, celle d'accompagner le chef de l'État à la COP21 à Glasgow (Écosse), afin d'obtenir des financements pour la conservation des forêts du Congo.

## Vie privée
Elle a comme époux le Dr. Masudi, avec qui elle a fondé une famille.